# Гајс Милс (Пенсилванија)
Гајс Милс (енгл. Guys Mills) насељено је место без административног статуса у америчкој савезној држави Пенсилванија.

## Демографија
По попису из 2010. године број становника је 124, што је 9 (-6,8%) становника мање него 2000. године.
| Група             | 2000.       | 2010.       |
| Белци             | 129 (97,0%) | 120 (96,8%) |
| Афроамериканци    | 0 (0,0%)    | 1 (0,8%)    |
| Азијати           | 1 (0,8%)    | 0 (0,0%)    |
| Хиспаноамериканци | 3 (2,3%)    | 1 (0,8%)    |
| Укупно            | 133         | 124         |